# 강하윤
강하윤(2003년 6월 4일 ~ )은 대한민국의 가수다.

## 방송
- 영재 발굴단 (2018)
- 내일은 국민가수 (2021) - Top111
- 빌드업 : 보컬 보이그룹 서바이벌 (2024) - 3위

## 음반
- 사랑 안 해 (2023)
- 빌드업 : 보컬 보이그룹 서바이벌 Part 1 (2024)
- 빌드업 : 보컬 보이그룹 서바이벌 Part 4 (2024)
- 빌드업 : 보컬 보이그룹 서바이벌 Part 5 (2024)

## 기타
- Leo <IZAKAYA> (2023) - 작사/작곡/피처링